# 김예진 (농구 선수)
김예진(1997년 4월 29일 ~ )은 대한민국의 농구 선수이다. 한국여자프로농구(WKBL) 아산 우리은행 우리WON 소속으로 포지션은 스몰 포워드이다.

## 경력

### 부천 하나원큐 시절
년 월에 열린 2015 WKBL 신입선수 선발회에서 3라운드 4순위(전체 16순위)로 부천 하나원큐에 지명되었다.

### 청주 KB스타즈 시절
2022-23 시즌 종료 후 1차 FA를 얻었으나 협상이 결렬되었다. 이후 KB에 3년 8천만원에 계약하였다.

### 아산 우리은행 우리WON
2024년 4월 24일 나윤정의 FA 보상으로 지목되어 우리은행으로 이적하게 되었다.